# 今日一线
《今日一线》（英语：GRT News，此前为TVS News（2003-2005、2007-2019）、ON LINE（2005-2007））是广东广播电视台制作的一个普通话民生新闻节目，于2003年10月1日起在南方电视台经济频道（TVS-1，现广东广播电视台经济科教频道）播映，2021年6月1日起改由广东广播电视台新闻频道首播。该节目为广东地区首档专门报道民生新闻的普通話新闻栏目，以“民生視角，本色報道”為口號，在廣東省內有着较高的知名度和收视率。
在南方电视台新闻中心被整合至广东广播电视台电视新闻中心前，本节目的部分记者也同时为南方卫视的《今日最新闻》节目报道。

## 节目历史
《今日一线》于2003年10月1日起每晚21:30在南方电视台经济频道（TVS-1，现广东广播电视台经济科教频道）首播，每期30分钟，由《封面》《说话》《现场》三个环节组成。节目推出后大获成功，广东省内其他电视台相继在晚间时段推出类似形式的民生新闻节目，广东电视台的《今日关注》和广州电视台的《今日报道》相继改版，增加民生新闻内容。
2004年7月11日，该节目由30分钟扩版至60分钟，保留《封面》《现场》，增加《记者跑腿》《马后炮》环节，后《马后炮》独立成为一个节目。2007年11月11日，首播时间提早至每晚20:30，增加《点睛》《记者家访》环节。2009年1月5日，首播时间调整至每晚21:30。
2011年12月12日，更换全新片头及沿用8年的片头音乐。2013年4月1日，再次更换全新片头，开始高清播出。2014年2月22日，更换片头及演播室，主播采用大屏站播形式播报。2017年11月22日，再次更换片头及演播室，主播重新采用坐播形式播报。
2018年9月16日，该节目播出《台风"山竹"》特别报道，首次与广东卫视、广东珠江频道、广东新闻频道和广东南方卫视并机直播。
2021年1月1日，分出《一线消费者报告》后，该节目播出时长缩减至30分钟。
2021年6月1日起，该节目改由广东新闻频道每晚21:30首播，播出时长亦恢复至50分钟。

## 节目主持
- 现任主播
  - 毛韵婷（2003年10月至今）
  - 严彦子（2006年11月至今）
  - 刘思颖（2013年6月至今）
  - 阮芳（2016年4月至2019年6月、2021年7月至今）
  - 徐晋（2019年11月至今）
  - 陈吴丹（2021年5月至今）
- 前任主播
  - 马志海
  - 梁音（2003年10月至2015年10月，现主持《一线消费者报告》）
  - 马琳（2003年10月至2011年2月）
  - 程耀华
  - 陈翌翊
  - 马荔（2019年11月至2020年）

## 关联节目

### 一线兄弟连
2015年2月14日，《今日一线》的一个板块《一线兄弟连》独立成一个节目，接档停播的《620新闻直播间》（前身为普语版《南方报道》）。后于2016年停播并被广东新闻频道的《新闻晚高峰》所取代。

### 一线消费者报告
2021年1月1日，《一线消费者报告》启播，紧接当日《今日一线》播出，时长约10分钟。

### 经视一线
2022年1月1日，《经视一线》启播，紧接当日《今日一线》播出，时长约10分钟。